# 1989 WD
1989 WD är en asteroid i huvudbältet som upptäcktes den 19 november 1989 av de båda japanska astronomerna Seiji Ueda och Hiroshi Kaneda i Kushiro.
Asteroiden har en diameter på ungefär 8 kilometer och den tillhör asteroidgruppen Vesta.